# Roberto Tiraboschi

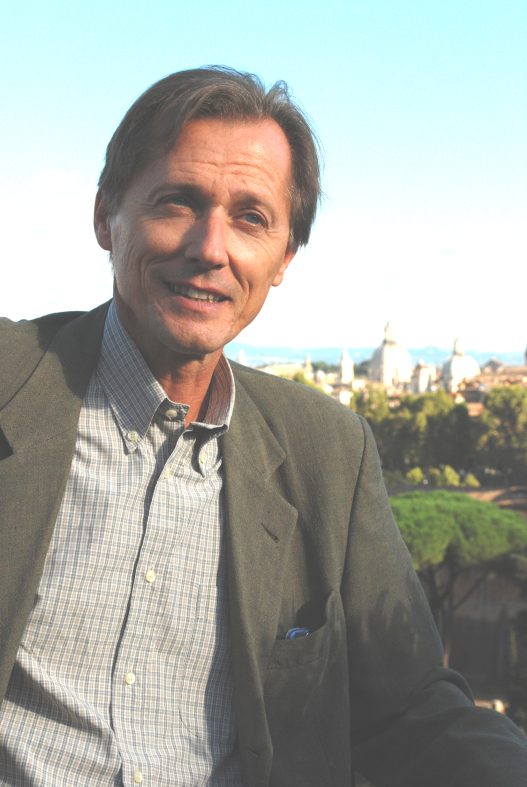
Roberto Tiraboschi (Foto di Mario Orfini)

Roberto Tiraboschi (Bergamo, 28 marzo 1951) è un drammaturgo, sceneggiatore e scrittore italiano.

## Biografia
Laureato in lettere e filosofia all'Università degli Studi di Milano e diplomato alla Scuola del Piccolo Teatro di Milano, comincia a scrivere per il teatro e nel 1982 vince il Premio Riccione con il dramma La madre rovesciata. Nel 1989 scrive il suo primo lungometraggio con Silvio Soldini, L'aria serena dell'ovest, che segna l'inizio della sua carriera di sceneggiatore. Collabora con diversi registi italiani, quali Silvio Soldini, Pasquale Pozzessere, Liliana Cavani, Marco Pontecorvo.
Nel 2002 pubblica con le Edizioni e/o il romanzo Sguardo 11 al quale seguirà nel 2007 Sonno (Edizioni e/o) che vince il Premio Bergamo.

## Opere
- La levatrice di Thanatos, Dino Audino editore, 1995
- Sguardo 11, edizioni e/o, 2002
- Sonno, edizioni e/o, 2007
- La pietra per gli occhi. Venetia 1106, edizioni e/o, 2015
- La bottega dello speziale. Venetia 1118, edizioni e/o, 2016
- L'angelo del mare fangoso. Venetia 1119 d.C., edizioni e/o, 2018
- Il rospo e la badessa. Venetia 1172 Edizioni e/o, 2021

## Filmografia
- Ombre, regia di Giorgio Cavedon (1980) - attore
- L'aria serena dell'ovest, regia di Silvio Soldini (1989)[6]
- Un'anima divisa in due, regia di Silvio Soldini (1991)[7]
- Padre e figlio, regia di Pasquale Pozzessere (1994)
- L'anniversario, regia di Mario Orfini (1998)
- Parada, regia di Marco Pontecorvo (2008)
- Troppo amore, regia di Liliana Cavani, episodio di Mai per amore - serie TV (2012)
- Tempo instabile con probabili schiarite, regia di Marco Pontecorvo (2015)[8]

## Teatro
- La madre rovesciata (1982)[9]
- Domeniche (1991)[10]